# Jitka Mezerová
Jitka Mezerová est une joueuse volley-ball tchèque, née le 12 juin 1987. Elle mesure 1,89 m et joue au poste de réceptionneuse-attaquante.

## Clubs
| Club                        | De        | À         |
| --------------------------- | --------- | --------- |
| Slavia Praha                | 2006-2007 | 2011-2012 |
| Engelholms VS               | 2012-2013 | 2012-2013 |
| Vandœuvre Nancy Volley-Ball | 2013-2014 | 2013-2014 |
| TJ Sokol Dobřichovice       | 2014-2015 | 2014-2015 |
| Le Havre Volley-Ball        | 2015-2016 | …         |